# Vélotaf

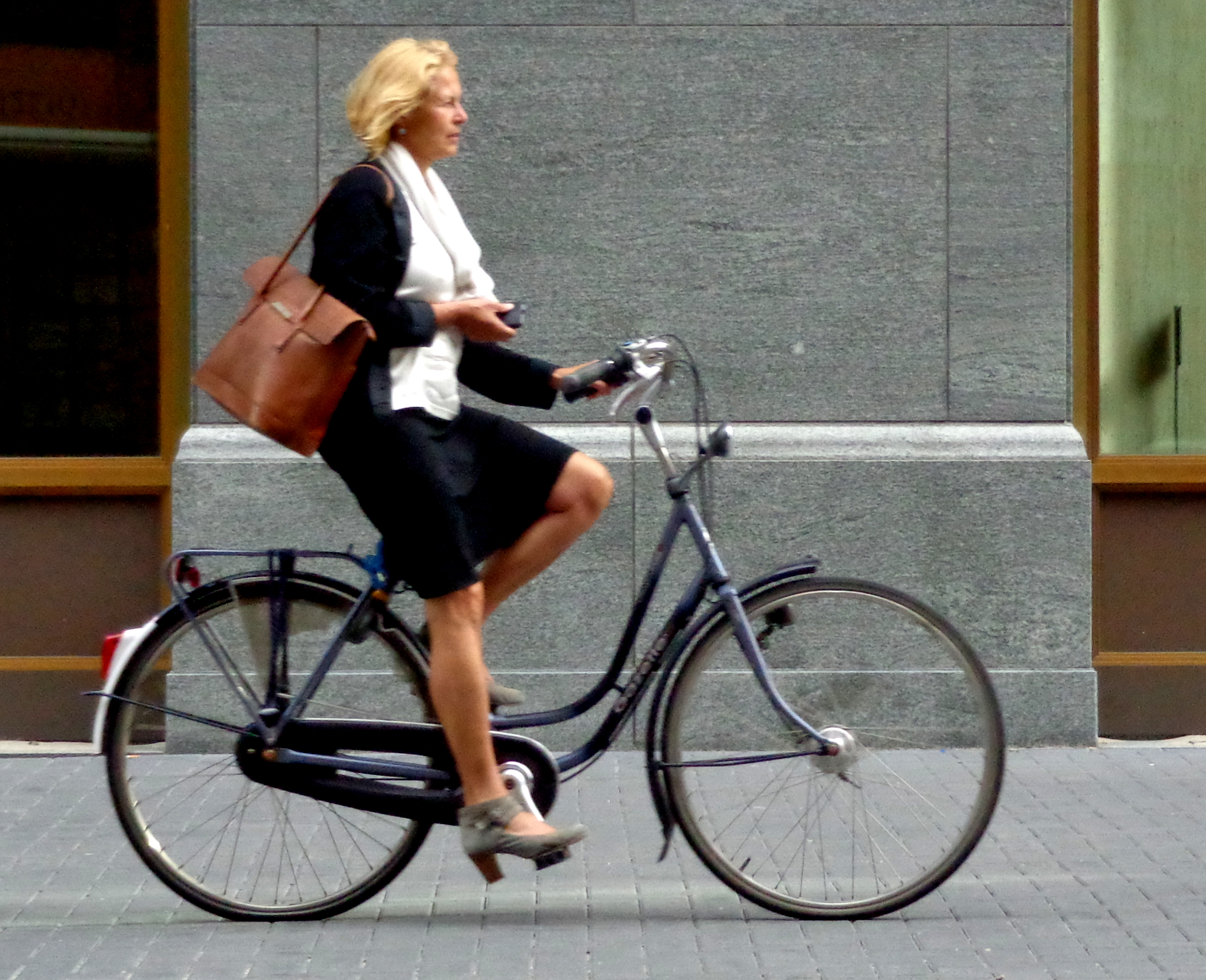
Pratiquante de vélotaf à La Hague

Le vélotaf désigne le fait d'utiliser son vélo comme moyen de transport pour ses trajets domicile-travail. L'objectif est d'améliorer sa santé et de réduire son temps de parcours en heures de pointe mais la pratique peut également associer des motivations d'ordre écologique ou économique. 
D'abord confidentiel, ce néologisme, composé de vélo et taf (travail à faire), s'est popularisé depuis les années 2020, au point d'être intégré dans le programme du gouvernement en 2023. Un adepte du vélotaf est appelé vélotaffeur ou vélotafeur.

## Développement du néologisme
Le déplacement à vélo vers son lieu de travail existe depuis que le vélo existe. Le terme Vélotaf pour désigner ce trajet spécifique est déposé en 2006 sur le site internet velotaf.com. En 2008, le mot commence à se déployer sur la toile, notamment dans les forums, et s'ancre dans les habitudes après 2010. En 2010, une thèse d'informatique de Gaël Manson comporte dans les remerciements une mention au vélotaf, il s'agirait de la première occurrence du substantif dans un texte scientifique.

## Motivation
Les utilisateurs sont appelés les vélotafeurs. Leurs motivations sont principalement écologiques, mais également économiques et bonnes pour la santé, selon les utilisateurs.
Une communauté d'utilisateurs, notamment parmi les acteurs de l'écologie, communiquent sur les astuces pour devenir ou rester vélotafeurs,.
Une étude de 2023 a démontré que la vitesse moyenne d'un vélo en ville est de 15km/h à comparer à la vitesse moyenne d'une voiture de 14km/h dans les heures de pointe. La fiabilité et la rapidité du temps de trajet peut être une motivation.
Le collectif Mai à vélo, soutenu par le gouvernement, l'Ademe, la fédération française de cyclisme entre autres, organise chaque année depuis 2020 le challenge Mai à vélo, qui inclut notamment une compétition par employeurs pour enregistrer un maximum de kilomètres parcourus à vélo.

## Réaction des entreprises
Le gouvernement permet aux entreprises de verser un forfait mobilités durables pour les employés vélotafeurs. Certaines sociétés mettent des vélos à disposition de leurs salariés.

## Guerre du vélotaf
La guerre du vélotaf désigne le comportement haineux entre cyclistes et automobilistes. Plusieurs chaînes youtube se sont spécialisées dans la diffusion de vidéos prises par les vélotaffeurs dénonçant des comportements dangereux des conducteurs de « monstre de métal qui dévore le bitume sans égard pour les mobilités émergentes »,.